# Евдокија Комнин (сестра цара Алексија I)
Eвдокија Комнин (средњегрч. Ευδοκια Κομνηνη) је била византијска племкиња, цезариса, сестра цара Алексија I Комнина и жена цезара Нићифора Мелисина.
Евдокија је била једна од три ћерке Јована Комнина и Ане Даласине.  Тачна година њеног рођења није позната, али се претпоставља да је рођена између 1048. и 1053. Још пре очеве смрти 1067. године, Евдокија је била удата за магистра Нићифора Мелисина  – једног од војсковођа цара Михаила VII Дуке, који је 1060-их и почетком 1070-их био је на важним административним и војним функцијама, укључујући Дукс Тријадика (Софија). Из тог времена датира печат на коме је уписано име Евдокије Комнине заједно са титулом магистриса, женском верзијом магистарске титуле њеног мужа.
После битке код Манцикерта, када су неки од византијских генерала покушали да преузму власт у царству, Евдокијин муж је остао веран цару Михаилу VII Дуки, због чега га је прогнао цар Нићифор III Вотанијат. Мелисин је успео да побегне из изгнанства и уз помоћ Турака Селџука успео је 1080–1081 да успостави контролу над провинцијама Мале Азије, где се прогласио за цара. Најпре је цар Нићифор III Вотанијат наредио трупама којим је командовао њен брат Алексије да крену против Евдокијиног мужа, који је заузврат одбио да изврши наређење под изговором да му је Мелисин блиски рођак и да се сваки неуспех против њега може погрешно протумачити.
У марту 1081. Нићифор Мелисин је са својим трупама стигао до града Дамалиса, где је добио вест о устанку Комнина против Вотанијата и проглашењу Алексија Комнина за цара. За кратко време, Евдокијин муж и брат постају ривали у борби за царску власт. На крају, након што је Алексије Комнин успео да успостави потпуну контролу над престоницом, Нићифор Мелисин је признао његову власт, у замену за шта је добио титулу „цезара“. После ових догађаја, Евдокијин муж је остао веран новом цару до краја живота.
У поменику сродника царице Ирине, постављеном у литургијском типику манастира Христа Човекољубца, 8. новембар је наведен као датум помена Цесарисе Евдокије, цареве сестре. Евдокија се помиње и у некрологу манастира „Пантократор“, али већ као тетка цара Јована II Комнина. Међутим, година њене смрти остаје непозната, али се претпоставља да је умрла пре октобра 1136. године.